# Maksim Kireev
Maksim Kireev, né le 9 juillet 2004 à Bruxelles, est un footballeur international biélorusse qui évolue au poste de milieu offensif au Lierse SK.

## Biographie

### Carrière en club
Né à Bruxelles en Belgique, Maksim Kireev est formé par le RSC Anderlecht,  sans toutefois faire ses débuts en Championnat de Belgique,.
En 2023, il rejoint le Lierse SK, où il commence sa carrière professionnelle, en Championnat de Belgique de deuxième division,. Il joue son premier match avec l'équipe première du club le 12 août 2023, titularisé par Jo Christiaens lors du match d'ouverture du championnat contre le Club NXT.

### Carrière en sélection
Kireev est d'abord international belge junior à partir de l'équipe des moins de 15 ans.
Passant ensuite avec les équipes de jeunes biélorusses, Kireev est convoqué pour la première fois avec l'équipe senior de Biélorussie en mars 2024,,.
Il honore sa première sélection le 21 mars 2024, remplaçant Denis Laptev contre le Monténégro.